# Franklin (Texas)
Franklin es una ciudad ubicada en el condado de Robertson en el estado estadounidense de Texas. En el Censo de 2010 tenía una población de 1.564 habitantes y una densidad poblacional de 645,84 personas por km².

## Geografía
Franklin se encuentra ubicada en las coordenadas 31°1′32″N 96°29′8″O / 31.02556, -96.48556. Según la Oficina del Censo de los Estados Unidos, Franklin tiene una superficie total de 2.42 km², de la cual 2.42 km² corresponden a tierra firme y (0%) 0 km² es agua.

## Demografía
Según el censo de 2010, había 1.564 personas residiendo en Franklin. La densidad de población era de 645,84 hab./km². De los 1.564 habitantes, Franklin estaba compuesto por el 72.7% blancos, el 19.31% eran afroamericanos, el 0.32% eran amerindios, el 0.13% eran asiáticos, el 0% eran isleños del Pacífico, el 4.99% eran de otras razas y el 2.56% pertenecían a dos o más razas. Del total de la población el 12.08% eran hispanos o latinos de cualquier raza.